# Caligo hänschi
Caligo hänschi är en fjärilsart som beskrevs av Johannes Karl Max Röber 1904. Caligo hänschi ingår i släktet Caligo och familjen praktfjärilar. Inga underarter finns listade i Catalogue of Life.